# Palácio dos Leões
Palácio dos Leões é o edifício-sede do governo do estado brasileiro do Maranhão. Localiza-se no centro histórico da cidade de São Luís, na área designada Patrimônio Mundial pela UNESCO. Com uma história que começa no início do século XVII, o Palácio  dos Leões é um dos maiores símbolos da cultura maranhense. 
Desde o início de sua primeira construção em 1626 como residência de governante, e após sofrer sucessivas adjunções e modificações, o edifício tornou-se descaracterizado e deteriorado ao longo dos anos, o que ocasionou a interdição da ala residencial. Após o projeto de recuperação e restauração, concluído em 2003, o prédio passou a ter as características atuais.
A sua localização privilegiada, no alto do promontório onde nasceu a cidade de São Luís, aliada à sua trajetória histórica, à sua arquitetura e seus bens artísticos, fazem do Palácio um conjunto de fundamental importância para o entendimento da formação da identidade cultural do povo maranhense.

## Etimologia

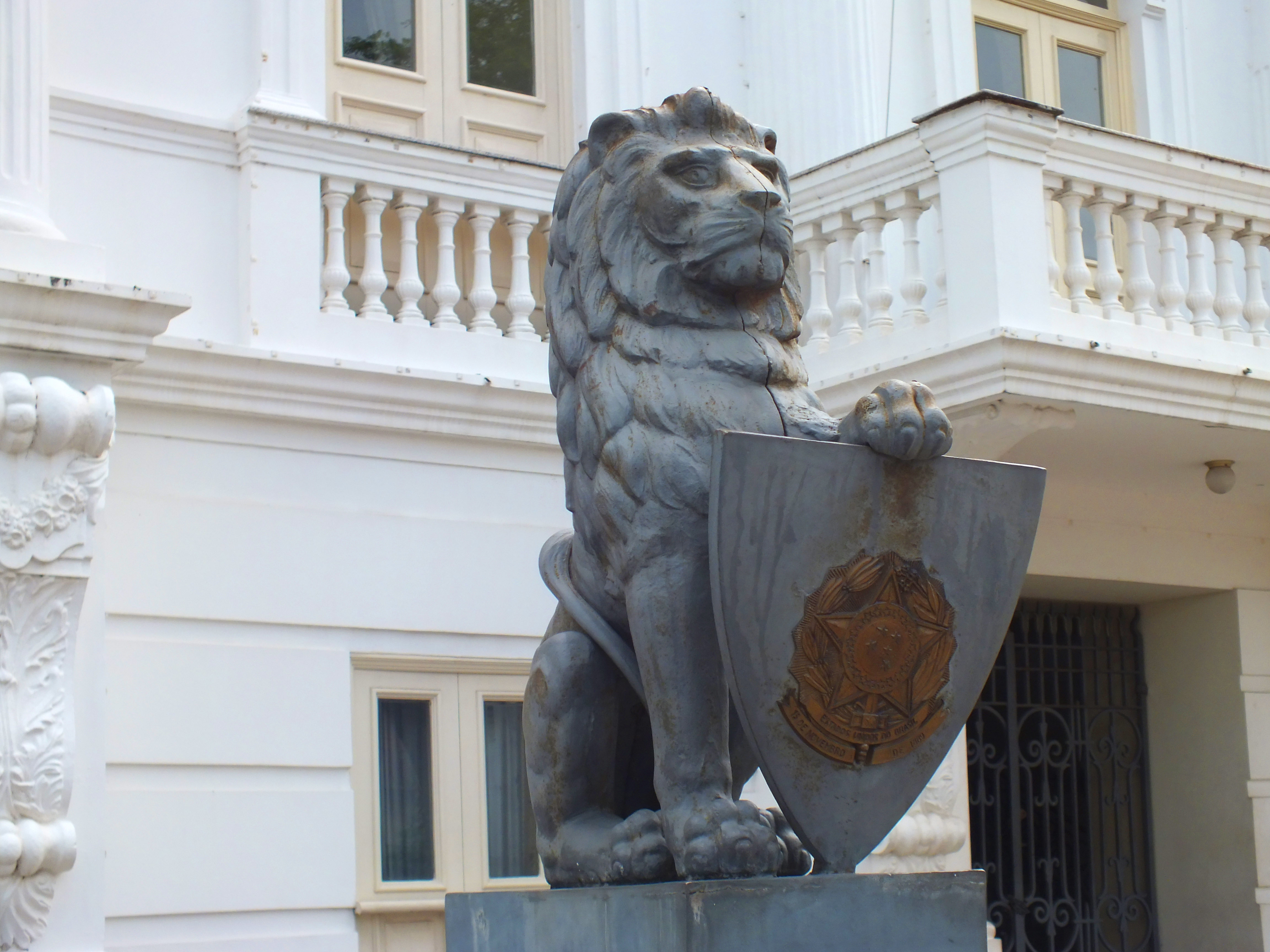
Escultura heráldica que caracteriza o nome do palácio.

Ao lado da entrada do palácio há duas esculturas heráldicas em bronze. Durante o governo de Magalhães de Almeida (1926 – 1929), o jornal local "O Combate" usou de forma irônica a comparação entre a voracidade do leão e a voracidade do governo em recolher impostos, referindo-se ao palácio como "dos Leões". O nome se popularizou entre a base de oposição e também entre a população. Porém, após alguns anos, a designação perdeu o sentido anedótico e passou a ser adotada institucionalmente o nome Palácio dos Leões.

## História
O edifício remonta ao dia 8 de setembro de 1612, quando os franceses, comandados por Daniel de La Touche, Senhor de La Ravardiere, sob a proteção da rainha regente da França, Maria de Médicis, estabeleceram entre os estuários dos rios Anil e Bacanga, na ilha de Upaon-Açu, a colônia que batizaram de França Equinocial. Iniciaram a construção de um forte, ao qual deram o nome de São Luís, em homenagem ao rei Luís IX de França.

Após a expulsão dos franceses, em 1615, o forte de São Luís é rebatizado São Felipe pelos portugueses. Dentro do recinto do forte, o capitão-mor Jerônimo de Albuquerque inicia a construção da residência dos Governadores, erguida com a técnica de taipa de pilão por mão-de-obra indígena. O novo edifício, assim como o povoado português, foi projetado pelo engenheiro militar Francisco Frias de Mesquita.

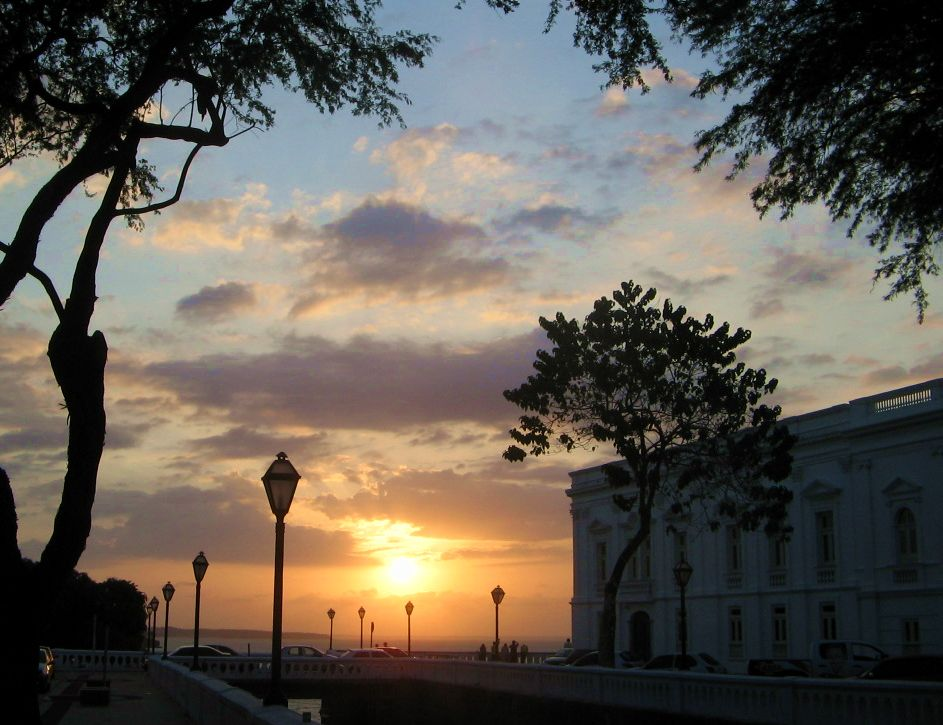
Pôr do Sol no Palácio dos Leões

Em 1624, o novo Governador Geral do Maranhão, Francisco Coelho de Carvalho, determinou a reconstrução do Forte de São Felipe em pedra e cal. Na mesma época, determinou também a reconstrução da residência dos Governadores. A primitiva construção serviu tanto de moradia como despacho administrativo até o ano de 1762. 

Em 1766, o governador Joaquim de Melo e Póvoas determinou a demolição do velho palácio do Governo e fez construir um novo edifício em pedra e cal, para melhor acomodar a família dos capitães-generais que lhe sucedessem. O palácio construído por ordem de Melo e Póvoas era sóbrio, com beirais salientes e o telhado baixo. A entrada era feita pelo lado do edifício; somente na reforma empreendida em 1857 é que esta foi deslocada para o centro da fachada principal. Durante todo o período do império o Palácio do Governo passou por várias reformas. Dentre esses melhoramentos, os mais significativos foram: iluminação a gás e lajeamento do passeio da testada do edifício em pedra de cantaria portuguesa em 1863 e a aquisição de móveis e outros objetos em 1872.

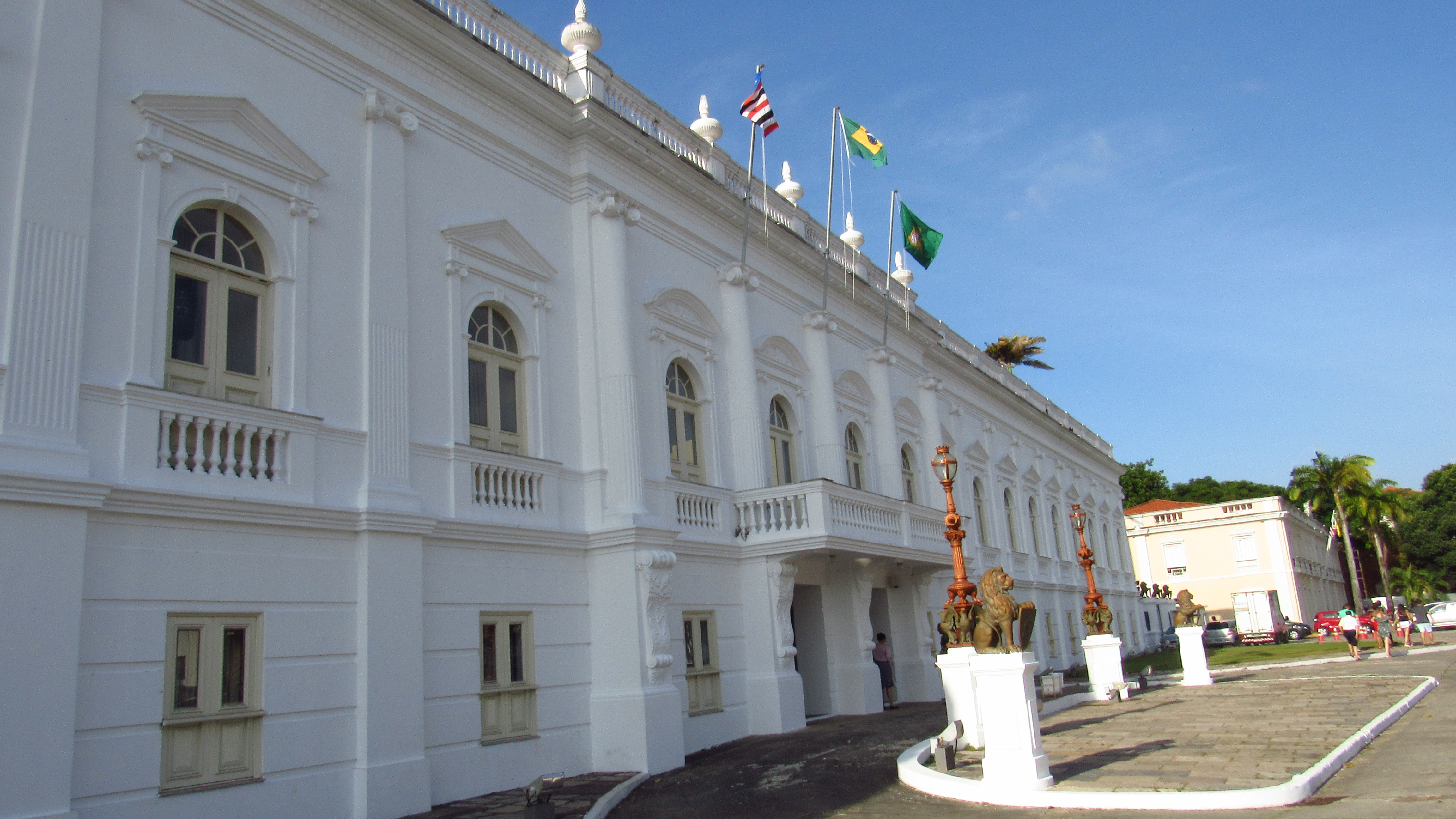
Frente do palácio

Na era republicana, o antigo prédio do palácio do Governo passou por sua primeira grande reforma em 1896, durante a administração de Manuel Inácio Belfort Vieira. A segunda reforma seria empreendida em 1906 por Benedito Leite, responsável pela construção da extensa ala nos fundos do Palácio, destinada à residência do governador e aquisição de algum mobiliário e objetos de adorno que mandou vir da Europa.
Em 1911, quando Luís Domingues assume o governo do Maranhão, encontrou o Palácio com pouca mobília, muitas salas necessitando de reparos, a fachada ainda no estilo colonial, apesar de estar alterada.
Nas décadas de 1990 e 2000 a então Governadora Roseana Sarney determinou o restauro integral tanto das fachadas como do interior.

### Atualidade

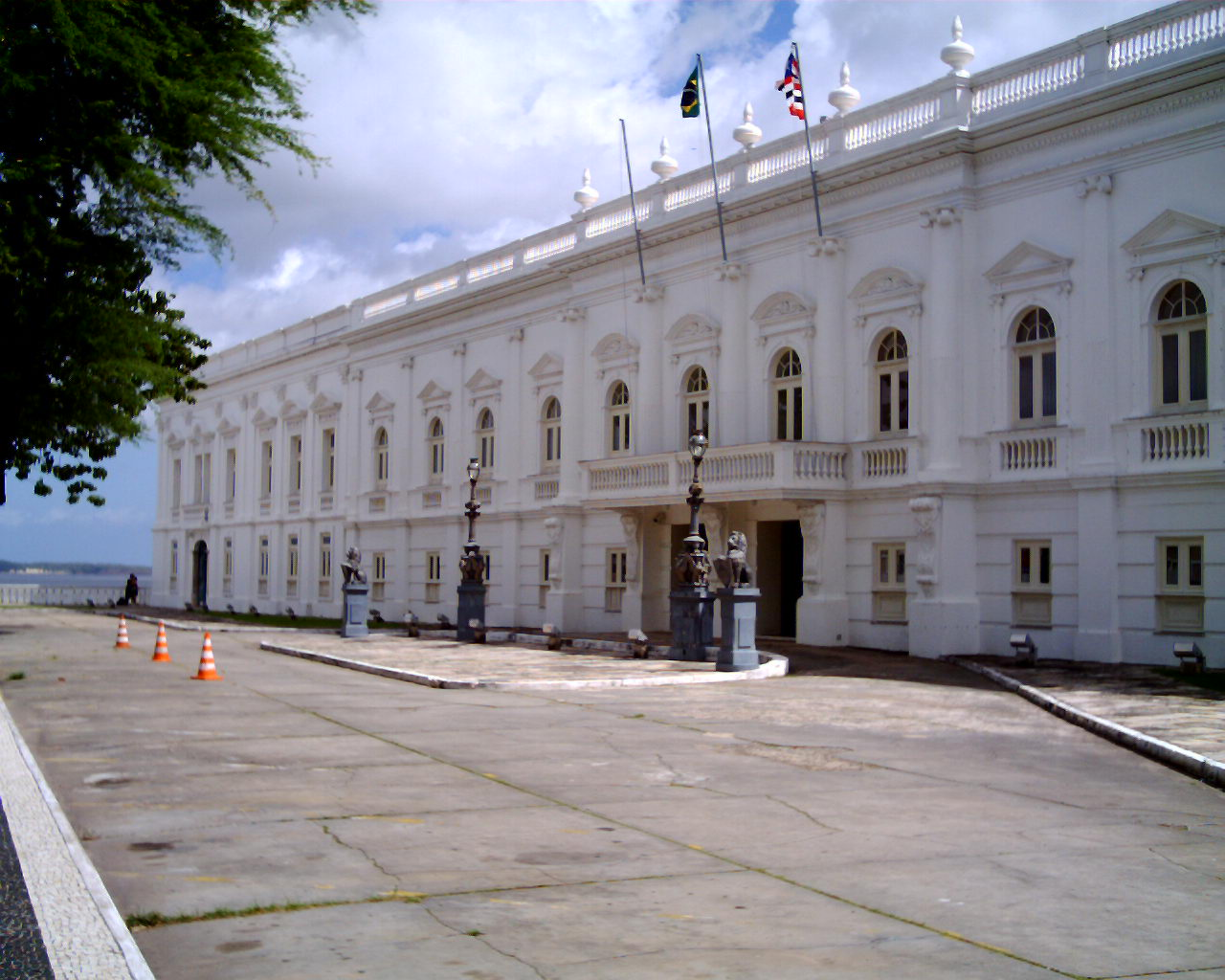
Fachada do Palácio dos Leões, sede do Governo Estadual do Maranhão.

Em 1990, através do projeto dos arquitetos Acácio Gil Borsoi e Janete Costa que objetiva "manter a austeridade do imponente Palácio dos Leões e devolver toda a monumentalidade e emoção próprias desse tipo de edificação (...)"; as modificações introduzidas pelos arquitetos visou atender "(...) as necessidades de uma moradia contemporânea e de escritórios administrativos oficiais também condizentes com a época atual".
Em 1996, os estudos conduzidos por Borsoi ratificaram problemas que iam desde desde a proliferação de cupins e vazamentos, até os mais complicados como a descaracterização da arquitetura original do palácio pelas contínuas reformas e adaptações mal planejadas. Segundo Borso:
| “ | Os vários detalhes acrescidos ao longo dos anos foram retirados e criamos novas soluções para que tudo ficasse integrado à idéia original do projeto, de características clássicas renascentistas. | ” |
|   | — Acácio Gil Borsoi . |   |

O telhado foi totalmente substituído, onde se colocou uma subcobertura especial. No interior do edifício foram feitas alterações mais profundas como a inversão das áreas administrativas e a ala residencial. A privacidade nos cômodas da ala residencial foi obedecidade levando em consideração a hierarquia de valores e à exigência social de cada cargo.

## Localização

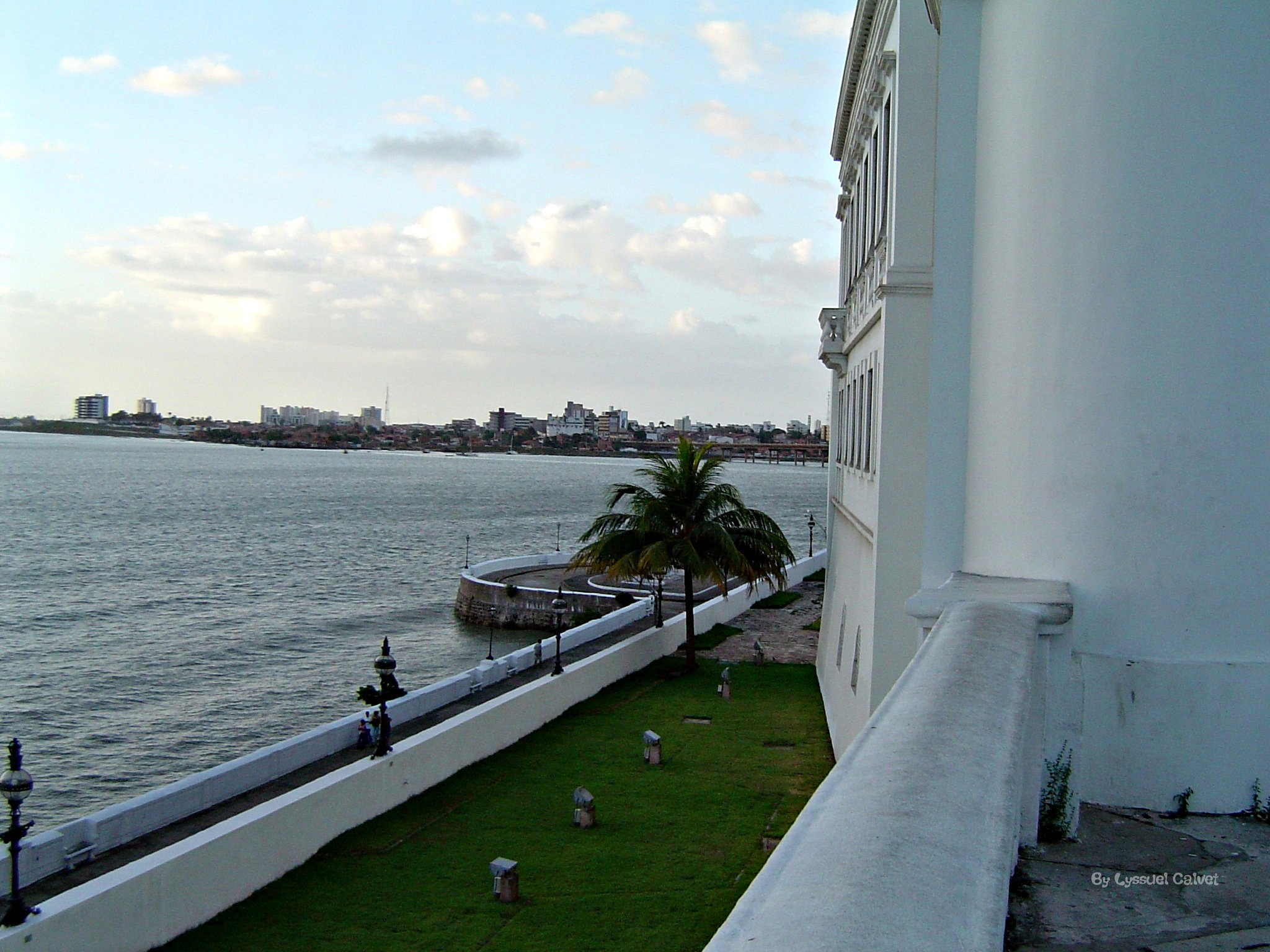
Vista lateral de frente para a foz do rio Anil.

O palácio dos Leões está localizado sobre uma elevação de frente para o mar, numa falésia à margem e, ao mesmo tempo, à foz dos rios Anil e Bacanga. Por estas características, sua localização é importante para o entendimento de como seu sítio fora um lugar estratégico entre as várias disputas de poder e invasões ocorridas durante os primeiros séculos de sua existência.

Registros feitos pelos padres da Ordem dos Frades Menores Capuchinhos em 1611, descreveu a presença de Ocaras de tupinambás no sítio. Durante a ocupação francesa na ilha em 1612, no local foi erguido o  Forte de São Luís que marcou a fundação da cidade de São Luís. Dois anos depois, em 1614, os franceses construíram um cimo de baluarte, uma praça de armas para a defesa de suas posses. O cronista da expedição francesa, Claude D'Abbeville escreveu:
| “ | (..) escolhido um belo local para a construção do Forte de Saint Louis, na ponta de um rochedo, inacessível e superior a todos os outros. | ” |
|   | — C. A., 1612 , . |   |

## Arquitetura
O palácio tem características neoclássicas de dois pavimentos, com o telhado ocultado por platibandas decoradas com balaústres.